# Miriam Rürup
Miriam Rürup (* 1973 in Karlsruhe) ist eine deutsche Historikerin, Direktorin des Moses Mendelssohn Zentrum für europäisch-jüdische Studien in Potsdam und Professorin an der Universität Potsdam.

## Leben
Miriam Rürup wuchs in Karlsruhe in einer jüdischen, säkular lebenden Familie auf, der Vater war Lehrer, die Mutter (* 1936 in Ramat Gan) eine israelische Architektin, deren Familie Braun aus Mannheim zwangsweise emigriert war. Miriam hatte als Aupairmädchen frühen Kontakt zu Naamah Kelman-Ezrachi, der ersten (1992) in Israel ordinierten Rabbinerin.
Rürup studierte ab 1992 als Stipendiatin der Studienstiftung Geschichte, Soziologie und Europäische Ethnologie an den Universitäten Göttingen, Tel Aviv und Berlin. Sie war wissenschaftliche Mitarbeiterin bei der Stiftung Topographie des Terrors in Berlin, am Simon Dubnow Institut in Leipzig und am Franz Rosenzweig Center an der Hebräischen Universität Jerusalem. Im Jahr 2006 wurde sie am Zentrum für Antisemitismusforschung an der Technischen Universität Berlin mit einer Arbeit über jüdische Studentenverbindungen an deutschen Universitäten (1886–1937) promoviert.
Im Anschluss an ihre Promotion arbeitete Rürup am DFG-Graduiertenkolleg „Generationengeschichte“ und als wissenschaftliche Assistentin am Seminar für Mittlere und Neuere Geschichte der Universität Göttingen. Von 2010 bis 2012 war sie Research Fellow am Deutschen Historischen Institut (DHI) in Washington, D.C. (USA). Im Juli 2012 übernahm sie die Leitung des Instituts für die Geschichte der deutschen Juden in Hamburg (IGdJ). Zudem lehrte sie am Fachbereich Geschichte der Universität Hamburg, die sie im September 2018 zur Professorin ernannte. Im Dezember 2020 wechselte Rürup als Professorin an die Universität Potsdam und übernahm als Nachfolgerin des Gründungsdirektors Julius H. Schoeps die Leitung des Moses Mendelssohn Zentrums für europäisch-jüdische Studien in Potsdam.

## Werk
Zu ihren Forschungsinteressen zählen die deutsch-jüdische Geschichte, die Geschichte und Nachgeschichte des Nationalsozialismus sowie Migrations- und Geschlechtergeschichte. In einem Forschungsprojekt beschäftigte sie sich mit der Geschichte der Staatenlosigkeit.
Regelmäßig bringt sie sich auch in Diskussionen um erinnerungskulturelle Themen sowie zum Umgang mit jüdischem Kulturerbe ein, so 2020 zur Diskussion um den Wiederaufbau der durch die Nationalsozialisten zerstörten Bornplatzsynagoge in Hamburg sowie zu einem vernachlässigten Kulturdenkmal, der Ruine des ersten eigens als liberaler Tempelbau konstruierten Gebäudes aus dem Jahr 1844 in der Poolstraße in der Hamburger Neustadt.
Rürup ist Mitherausgeberin der Fachzeitschriften WerkstattGeschichte (seit 2002), Aschkenas (seit 2013) und des Leo Baeck Year Book (seit 2014) sowie der Online-Quellenedition Hamburger Schlüsseldokumente zur deutsch-jüdischen Geschichte; außerdem ist sie als Fachredakteurin für Jüdische Geschichte beim Internetforum H-Soz-Kult tätig sowie Mitglied in den wissenschaftlichen Beiräten der Zeitschrift Chilufim und der Historischen Zeitschrift.
Sie ist u. a. Mitglied im International Advisory Board Bergen-Belsen, im Arbeitskreis Menschenrechte im 20. Jahrhundert der Fritz Thyssen Stiftung, in der Fachkommission für die Förderung und Fortentwicklung der Gedenkstättenarbeit in Niedersachsen der Stiftung niedersächsische Gedenkstätten, im Kuratorium des Instituts für Geschichte und Biographie der Fernuniversität Hagen und im Wissenschaftlichen Beirat des Minerva Instituts für deutsche Geschichte an der Tel Aviv University. Seit Januar 2020 ist sie Vorsitzende der Wissenschaftlichen Arbeitsgemeinschaft des Leo-Baeck-Instituts in Deutschland.

## Schriften (Auswahl)
- Social History of German Jews. A Short Introduction. Berghahn Books, New York 2024, ISBN 978-1-80539-453-2.
- (Hrsg. mit Doerte Bischoff): Ausgeschlossen. Staatsbürgerschaft, Staatenlosigkeit und Exil (= Exilforschung. Band 36). Edition text + kritik, München 2018, ISBN 978-3-86916-721-3.
- (Hrsg. mit Simone Lässig): Space and Spatiality in Modern German-Jewish History (= New German Historical Perspectives. Band 8). Berghahn, New York 2017, ISBN 978-1-78533-553-2.
- Alltag und Gesellschaft (= Perspektiven deutsch-jüdischer Geschichte, hrsg. von der Wissenschaftlichen Arbeitsgemeinschaft des Leo-Baeck-Instituts). Schöningh, Paderborn 2017, ISBN 978-3-506-77175-9.
- (Hrsg. mit Uffa Jensen, Habbo Knoch, Daniel Morat): Gewalt und Gesellschaft. Klassiker modernen Denkens neu gelesen. Wallstein, Göttingen 2011, ISBN 978-3-8353-0901-2 (Rezension).
- (Hrsg.): Praktiken der Differenz. Diasporakulturen in der Zeitgeschichte. Wallstein, Göttingen 2009, ISBN 978-3-8353-0509-0 (Rezension).
- Ehrensache. Jüdische Studentenverbindungen an deutschen Universitäten, 1886–1937. Wallstein, Göttingen 2008, ISBN 978-3-8353-0311-9 (download via IGdJ-website) (Rezension) (Rezension).
- (Hrsg. mit Sabine Moller, Christel Trouvé): Abgeschlossene Kapitel? Zur Geschichte der Konzentrationslager und der NS-Prozesse. edition diskord, Tübingen 2002, ISBN 978-3-89295-726-3.